# Кочетовская
Ко́четовская — станица в Семикаракорском районе Ростовской области.
Является административным центром Кочетовского сельского поселения.

## География
Станица расположена в центральной части области, в Семикаракорском районе, на правом берегу реки Дон (недалеко от устья реки Северский Донец), к северу от райцентра (Семикаракорска).

## История
Станица возникла в середине XVII века. В 1672 году упоминалась как «Новая станица». В 1680 году станица получила название Кочетовская. Название произошло от фамилии первого атамана Саавы Кочета.
Во время Русско-турецкой войны раненый солдат Саава Кочет из Константиновской, которая находится в 19 км от станицы Кочетовской, шёл домой, но сильно ослаб и упал возле двора станичной семьи. Его выходили и поставили на ноги станичные женщины. В благодарность Кочет стал помогать станичным женщинам по хозяйству и остался в станице проживать. Позже казаки сделали его своим атаманом.
Кочетовская станица Первого Донского округа, Области Войска Донского, в 19 верстах от Константиновской окружной станици, на реке Дон. Церковь, одноклассное приходское станичное училище; хлебная пристань на Дону; две ярмарки, торговля скотом и разными товарами, с оборотом в 1/4 млн руб. Дворов в юрте станицы 1765 жит. 11476 (5929 женщ.). В самом селении станицы 732 двора и 4382 жит.

## Население
| 2010 |
| ---- |
| 1780 |

## Улицы
| - пер. 1-й - пер. 2-й - пер. 3-й - пер. 4-й - пер. 5-й - пер. 6-й - пер. 7-й - пер. 8-й | - пер. 9-й - пер. 10-й - пер. 11-й - пер. 12-й - пер. 13-й - пер. 14-й - пер. 15-й - пер. Тупиковый 9-й | - ул. Гидроузел - ул. Горького - ул. Закруткина - ул. Короткая - ул. Красноармейская - ул. Ленина - ул. Луговая | - ул. Мира - ул. Набережная - ул. Народная - ул. Садовая - ул. Северная - ул. Студенческая - ул. Центральная |

## Культура
В Кочетовской находится дом-музей В. А. Закруткина, школа имени В. А. Закруткина, Дом культуры, памятник погибшим во время Великой Отечественной войны, церковь Успения Пресвятой Богородицы, а также Кочетовская библиотека.